# Faro de Trwyn Du
El Faro de Trwyn Du (en inglés: Trwyn Du Lighthouse) es un faro entre la punta Dinmor cerca de Penmon y Ynys Seriol o Isla  Puffin, al sudeste de Anglesey, en la entrada norte del estrecho de Menai (referencia: SH 6 44.815) y marcando el paso entre las dos islas en Gales, Reino Unido. Hubo una convocatoria para construir un faro en este lugar desde años atrás por parte marineros en la cercana ciudad de Liverpool, especialmente después de que el barco de vapor Rothsay Castle encalló y se rompió cerca en 1831 con 130 personas muertas. El primer faro fue construido en 1838, a un precio de £ 11,589. El actual faro es 29 m de altura y fue diseñado por James Walker y construido entre 1835 y 1838.